# Madras College
Le Madras College, souvent appelé Madras, est un établissement d'enseignement secondaire écossais situé à St Andrews. Il accueille plus de 1400 étudiants âgés de 11 à 18 ans et est fondé en 1833 par le révérend Andrew Bell.

## Historique
Le Madras College, fondé en 1833, tire son nom du système d'éducation conçu par le fondateur de l'école, le révérend Andrew Bell. Cependant, les origines de l'école remontent au moins aux années 1490, par le biais de l'institution qui l'a précédée, la Grammar School of St Andrews.

## Anciens élèves notables
- Gavin Brown - ancien vice-chancelier de l'Université de Sydney
- Alfred Clunies-Ross - international de rugby qui a représenté l'Écosse lors du premier match international de rugby en 1871
- Alex Cole-Hamilton - homme politique
- Rob Dewey - international de rugby à XV
- Donald Douglas (en) - chirurgien
- Honor Fell (en) - scientifique et zoologiste
- Jenny Gilruth - homme politique
- Sir Edmund Hirst - chimiste et titulaire de la chaire Forbes de chimie organique à l'université d'Édimbourg
- Mike Hulme - professeur de géographie humaine à l'université de Cambridge
- King Creosote - musicien
- Andrew Kirkaldy - pilote de course et directeur général de McLaren GT
- Chris Law - député de Dundee West
- William M'Intosh - médecin, zoologiste marin et professeur d'histoire naturelle à l'université de St Andrews
- Old Tom Morris - champion de golf et concepteur de parcours de golf
- Jamie Ritchie - joueur de rugby
- Walter Rutherford - médaillé d'argent en golf aux Jeux olympiques de 1900 à Paris
- Alastair Stewart - journaliste
- KT Tunstall - musicien